# Nông nghiệp tự cung tự cấp

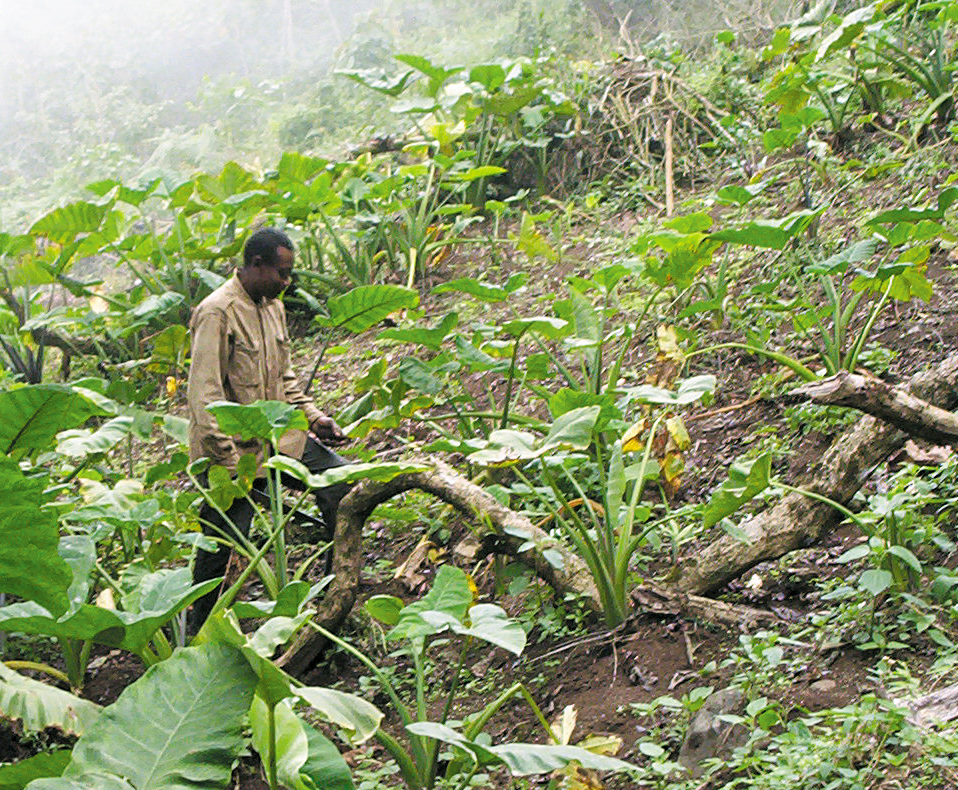
Như hầu hết những người nông dân châu Phi, người đàn ông Cameroon này đang sản xuất tự cung tự cấp.

Nông nghiệp tự cung tự cấp là một hệ thống canh tác tự cung tự cấp, trong đó nông dân tập trung vào sản xuất đủ để nuôi bản thân và gia đình. Sản lượng chủ yếu chỉ dành cho yêu cầu tại chỗ với thặng dư mậu dịch rất ít hoặc không có. Điển hình là trang trại có nhiều loại cây trồng và động vật cần thiết cho gia đình để ăn và quần áo mặc trong năm. Các quyết định trồng trọt được thực hiện chủ yếu hướng về những gì gia đình cần trong những năm tới, sau đó mới tới giá thị trường.
Tuy nhiên, bất chấp sự ưu tiên tự cung tự cấp trong nông  nghiệp, ngày nay, hầu hết nông dân cũng tham gia vào thương mại ở một mức độ nào, mặc dù thường là đối với hàng hóa không cần thiết cho sự sinh tồn và có thể là đường, sắt lợp, xe đạp, quần áo và vân vân. Hầu hết các nông dân tự cung tự cấp ngày nay sống ở các nước đang phát triển, mặc dù số lượng thương mại của họ đo bằng tiền mặt ít hơn so với người tiêu dùng trong các nước có thị trường hiện đại phức tạp, nhiều người có mối quan hệ thương mại quan trọng và các mặt hàng thương mại mà họ có thể sản xuất do có kỹ năng đặc biệt hoặc tiếp cận vào nguồn lực có giá trên các thị trường.

## Các loại nông nghiệp tự túc

### Nông nghiệp chuyển đổi
Trong loại hình nông nghiệp này, một mảng đất rừng bị phá bởi sự kết hợp của chặt và đốt cháy sau đó canh tác. Sau 2-3 năm mức độ màu mỡ của đất bắt đầu giảm xuống, đất đai bị bỏ hoang và nông dân di chuyển để triệt xóa một mảnh đất tươi tốt ở nơi khác trong rừng và tiếp tục quá trình. Trong khi ruộng đất bị bỏ hoang, rừng rậm mọc lại trong vùng đất trống và độ màu mỡ và sinh khối đất được khôi phục. Sau một thập kỷ trở lên, người nông dân có thể trở lại mảnh đất đầu tiên. Hình thức nông nghiệp này bền vững ở mật độ dân số thấp, nhưng dân số cao yêu cầu phải triệt hạ thường xuyên hơn, ngăn cản khả năng hồi phục của đất và mở rộng tán rừng, dẫn đến khai triệt rừng quy mô lớn, cuối cùng kết quả là nạn phá rừng và xói mòn đất. Trồng trọt chuyển đổi được gọi là Dredd ở Ấn Độ, Ladang ở Indonesia, Milpa ở Trung Mỹ và Mexico và Jhumming ở Đông bắc Ấn Độ.

### Nông nghiệp nguyên thủy
Trong khi kỹ thuật chặt và đốt có thể là những phương pháp mở đất mới, thường nông dân đang có vấn đề song song tồn tại với những cánh đồng nhỏ hơn, đôi khi chỉ đơn thuần là khu vườn, gần trại ở đó, kĩ thuật mà họ có thể làm không chuyên sâu là sử dụng phát quang để dọn đất và đốt cung cấp phân bón (tro). Những khu vườn gần nhà thường xuyên nhận được chất thải từ gia đình, phân gà hay dê, và phân ủ được vứt đi. Tuy nhiên, những nông dân như vậy thường nhận ra giá trị của những phân ủ và áp dụng nó thường xuyên cho những ruộng nhỏ.

### Chăn nuôi du mục gia súc
Trong loại hình này, nông dân di cư cùng với động vật của họ từ nơi này sang nơi khác để tìm kiếm thức ăn cho động vật của họ. Nói chung, họ nuôi gia súc, cừu, dê, lạc đà và bò để lấy sữa,da, thịt và len. Cách sống này phổ biến ở các khu vực Tây Á, Ấn Độ và đông và tây nam châu Phi và bắc Á Âu. Ví dụ như du mục Bhotiyas và Gujjars của Himalaya. Họ mang đồ đạc của họ như lều, vv... trên lưng lừa, ngựa và lạc đà. Ở các vùng núi như Tây Tạng và Andes, bò Tây Tạng và đà mã được nuôi. Tuần lộc là gia súc nuôi ở vùng bắc cực và vùng cận bắc cực. Cừu, dê và lạc đà là động vật phổ biến, gia súc và ngựa cũng rất quan trọng.

## Sách
- Charles Sellers. The Market Revolution: Jacksonian America, 1815-1846. New York: Oxford University Press. 1991.
- Howard, Sir Albert. (1943) An Agricultural Testament. Oxford University Press.
- Waters, Tony (2010). "Farmer Power: The continuing confrontation between subsistence farmers and development bureaucrats"/
- Marvin P Miracle, "Subsistence Agriculture: Analytical Problems and Alternative Concepts,American Journal of Agricultural Economics, May, 1968, pp292–310.